# Виардо, Полина
Поли́на Виардо́ (фр. Pauline Viardot), полное имя Мише́ль Фердина́нда Поли́на Гарси́а Си́тчес (Michelle Ferdinande Pauline García Sitches; после замужества называла себя просто мада́м Виардо́, Madame Viardot; 18 июля 1821, Париж — 18 мая 1910, там же) — испано-французская певица, вокальный педагог и композитор.
Дочь и ученица испанского певца и педагога Мануэля Гарсиа (старшего) и испанской сопрано Хоакины Ситчес, сестра Марии Малибран и Мануэля Патрисио Гарсиа, жена Луи Виардо, мать Поля Виардо.
Выступала в различных театрах Европы с многочисленными концертными программами.
Была знаменита партиями Фидес («Пророк» Мейербера), Орфея («Орфей и Эвридика» Глюка), Розины («Севильский цирюльник» Россини).
Автор романсов и комических опер на либретто Ивана Тургенева, её близкого друга.
Вместе с супругом, переводившим произведения Тургенева на французский язык, пропагандировала достижения русской культуры.
По разным данным, насчитывается более 250 её музыкальных композиций.

## Карьера Полины Виардо
В 1837 году 16-летняя Полина Гарсиа дала свой первый концерт в Брюсселе, а в 1839 году дебютировала в роли Дездемоны в опере «Отелло» Россини в Лондоне, став гвоздём сезона. По мнению музыкальных критиков, несмотря на некоторые недостатки, в голосе девушки изысканная техника соединялась с изумительной страстью.
В 1840 году Полина вышла замуж за Луи Виардо, композитора и директора Théatre Italien в Париже. Будучи старше Полины на 21 год, муж стал заниматься её карьерой. В 1844 году в столице Российской империи городе Санкт-Петербурге выступала на одной сцене с Антонио Тамбурини и Джованни Баттистой Рубини. Гастролировала в России также в 1845, 1846, 1853 годах.
У Виардо было много поклонников. В частности, русский писатель Иван Сергеевич Тургенев, который страстно влюбился в певицу в 1843 году, услышав её исполнение в «Севильском цирюльнике». В 1845 году он оставил Россию, чтобы следовать за Полиной, и в конце концов стал почти членом семьи Виардо. Писатель относился к четырём детям Полины как к своим собственным и обожал её до самой смерти. Она, в свою очередь, была критиком его работ, а её положение в свете и связи представляли писателя в лучшем свете. Истинный характер их отношений до сих пор является предметом дискуссий.
Кроме того, Полина Виардо общалась и с другими великими людьми, в числе которых были Шарль Гуно и Гектор Берлиоз.
Знаменитая благодаря своим вокальным данным и драматическим способностям, Виардо вдохновляла таких композиторов, как Фридерик Шопен, Гектор Берлиоз, Камиль Сен-Санс и Джакомо Мейербер, автор оперы «Пророк», в которой она стала первой исполнительницей партии Фидес.
Она никогда не считала себя композитором, но фактически сочинила три музыкальных сборника, а также помогала в написании музыки для ролей, которые создавались специально для неё. Позже, покинув сцену, она написала оперу под названием «Последний колдун».
Виардо свободно говорила на испанском, французском, итальянском, английском, немецком и русском языках и использовала различные национальные стили в своем творчестве. Благодаря своему таланту она выступала в лучших концертных залах Европы, в том числе в Оперном театре Санкт-Петербурга (в течение 1843—1846 годов). Популярность Виардо была столь велика, что Жорж Санд сделала её прототипом главной героини романа «Консуэло».
Виардо пела партию меццо-сопрано в Tuba Mirum («Реквием» Моцарта) на похоронах Шопена 30 октября 1849 года. Исполняла заглавную роль в опере Глюка «Орфей и Эвридика».

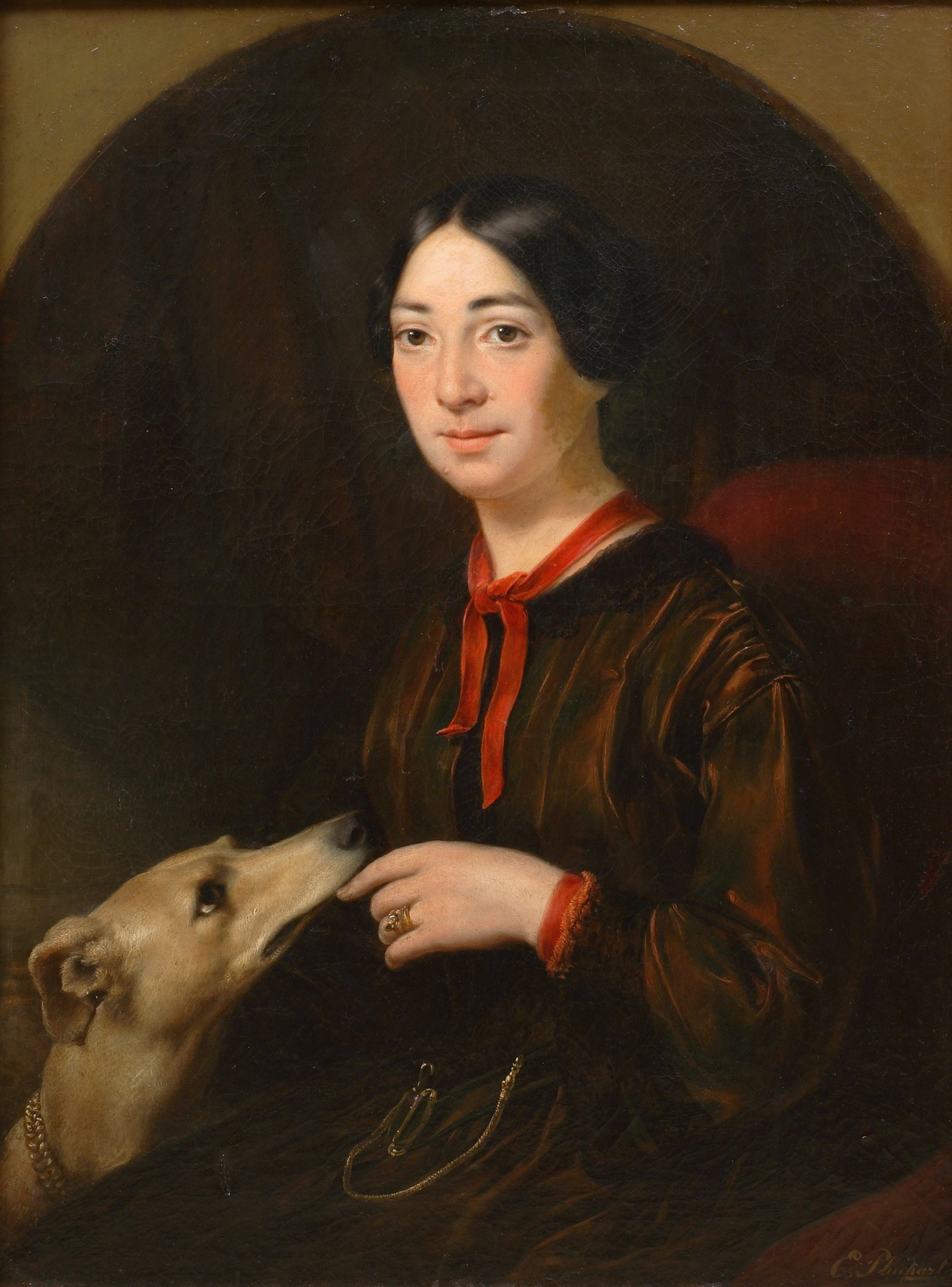
Полина Виардо на портрете Евгения Плюшара. Ок. 1853

В 1863 году Полина Виардо-Гарсиа оставила сцену, с семьёй покинула Францию (её муж Луи Виардо был противником режима Наполеона III) и обосновалась в Баден-Бадене. После падения Наполеона III семья Виардо вернулась во Францию, где Полина преподавала в Парижской консерватории вплоть до смерти мужа в 1883 году, а также держала музыкальный салон на бульваре Сен-Жермен. Среди её учениц были Дезире Арто и Софи Рёр-Брайнин.
В 1910 году Полина Виардо умерла, окружённая любящими родственниками. Похоронена на кладбище Монмартра в Париже. В 1874 году Иван Тургенев купил в Буживале дом и парк для Виардо.

## Семья
Знакомство Луи Виардо и Полины состоялось благодаря Жорж Санд.
16 апреля 1840 года в Париже они поженились, а спустя два месяца Полина Виардо писала Жорж Санд из Рима: «Как вы мне и обещали, я нашла в Луи возвышенный ум, глубокую душу и благородный характер… Прекрасные качества для мужа, но достаточно ли этого?». Много лет спустя певица признавалась своему другу Рицу, что её сердце «немного устало от изъявлений любви, разделить которую она не может».

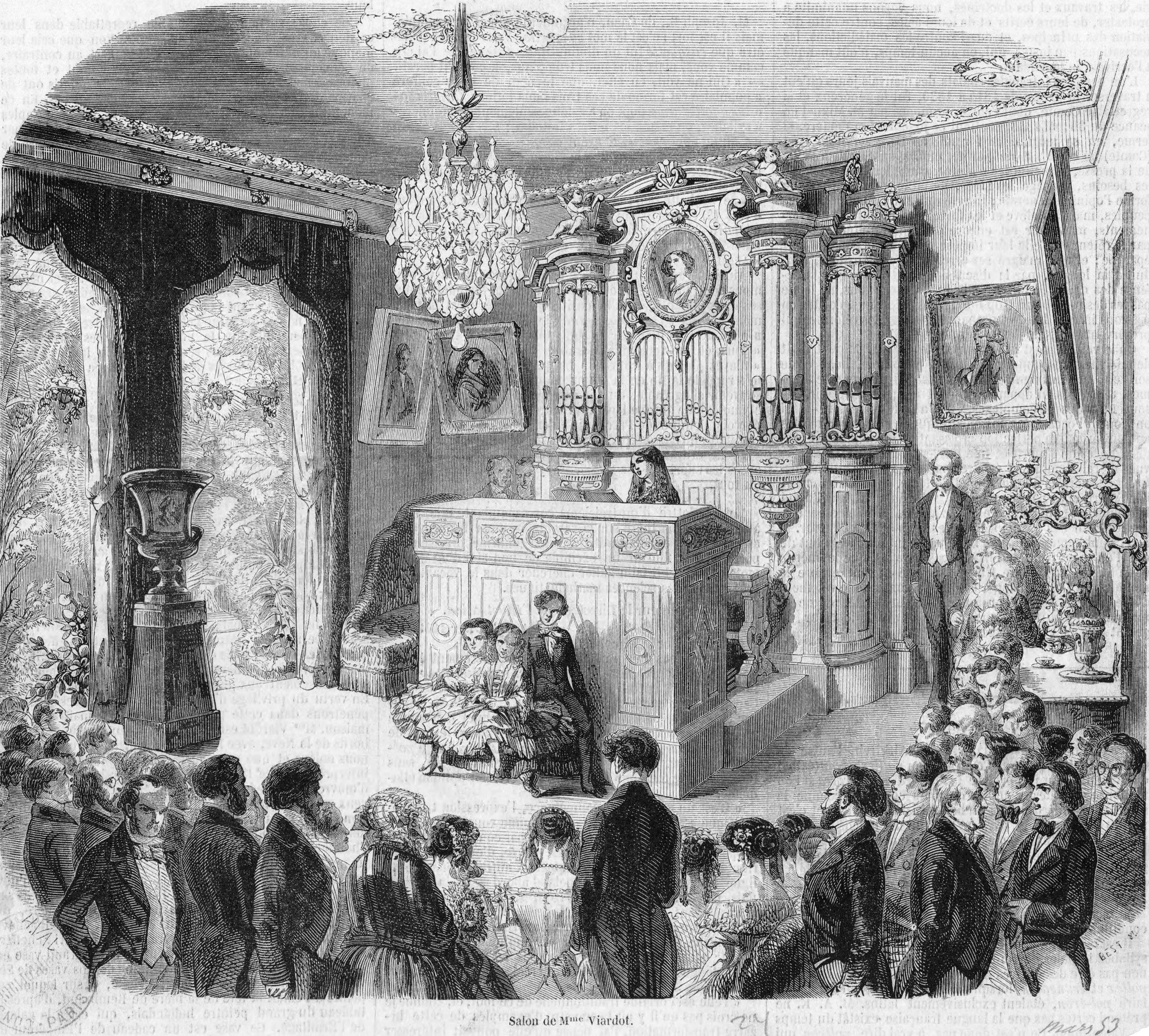
Парижский салон певицы Полины Виардо. Среди приглашённых изображены: И. С. Тургенев, О. де Бальзак, С. Франк, А. Дюма-отец, Жорж Санд, А. де Мюссе, Ш. Берио, А. Вьётан. У органа сидят дети мадам Виардо и дочь русского генерала М. М. Венедиктова — Капитолина (в будущем, по мужу, Иловайская)

Муж был полной противоположностью темпераментной Полине. Едва ли этот брак можно было назвать счастливым. Луи любил жену и относился с уважением к её личности, не докучая ревностью. Но даже расположенная к нему Жорж Санд находила его «унылым, как ночной колпак», и записала в дневнике, что Полина любила мужа «без гроз и без страсти».
В браке с Луи Виардо родились дочери Луиза-Полина (1841—1918), Клоди (1852—1914), Марианна (1854—1919), в 1857 году — сын Поль (1857—1941) (Согласно некоторым сообщениям — твёрдым сторонником этой версии был, в частности, Евгений Семёнов — отцом Поля был Тургенев). Марианна и Габриэль Форе имели многолетний роман, закончившийся размолвкой. Марианна была замужем за пианистом и композитором Альфонсом Дювернуа.
Сестра Мария Малибран — испанская певица, легенда мирового оперного искусства.

## Адреса в Санкт-Петербурге
1843 год — доходный дом А. М. Ушакова — Невский проспект, 54.

## В художественной литературе
Является прототипом главной героини романа «Консуэло» Жорж Санд.